# Генетика населення Колумбії
Деякі основні дослідження, проведені щодо генетичного складу колумбійського населення, докладно описані нижче.

### Генетичний склад
Генетичні компоненти всього населення Колумбії за даними різних досліджень:
| Європейський внесок | Індіанський внесок | Африканський внесок | Арабський внесок |
| ------------------- | ------------------ | ------------------- | ---------------- |
| 65,0 %              | 22,0 %             | 13,0 %              | —                |
| 45,9 %              | 33,8 %             | 20,3 %              | —                |
| 57,6 %              | 31,8 %             | 10,6 %              | —                |
| 50,2 %              | 29,0 %             | 8,1 %               | 12,2 %           |
| 60,0 %              | 29,0 %             | 11,0 %              | —                |
| 41,0 %              | 40,0 %             | 26,0 %              | —                |
| 62,5 %              | 27,4 %             | 9,2 %               | —                |
| 44,0 %              | 28,0 %             | 19,0 %              | 8,0 %            |
| 44,0 %              | 39,0 %             | 17,0 %              | —                |

### Регіони

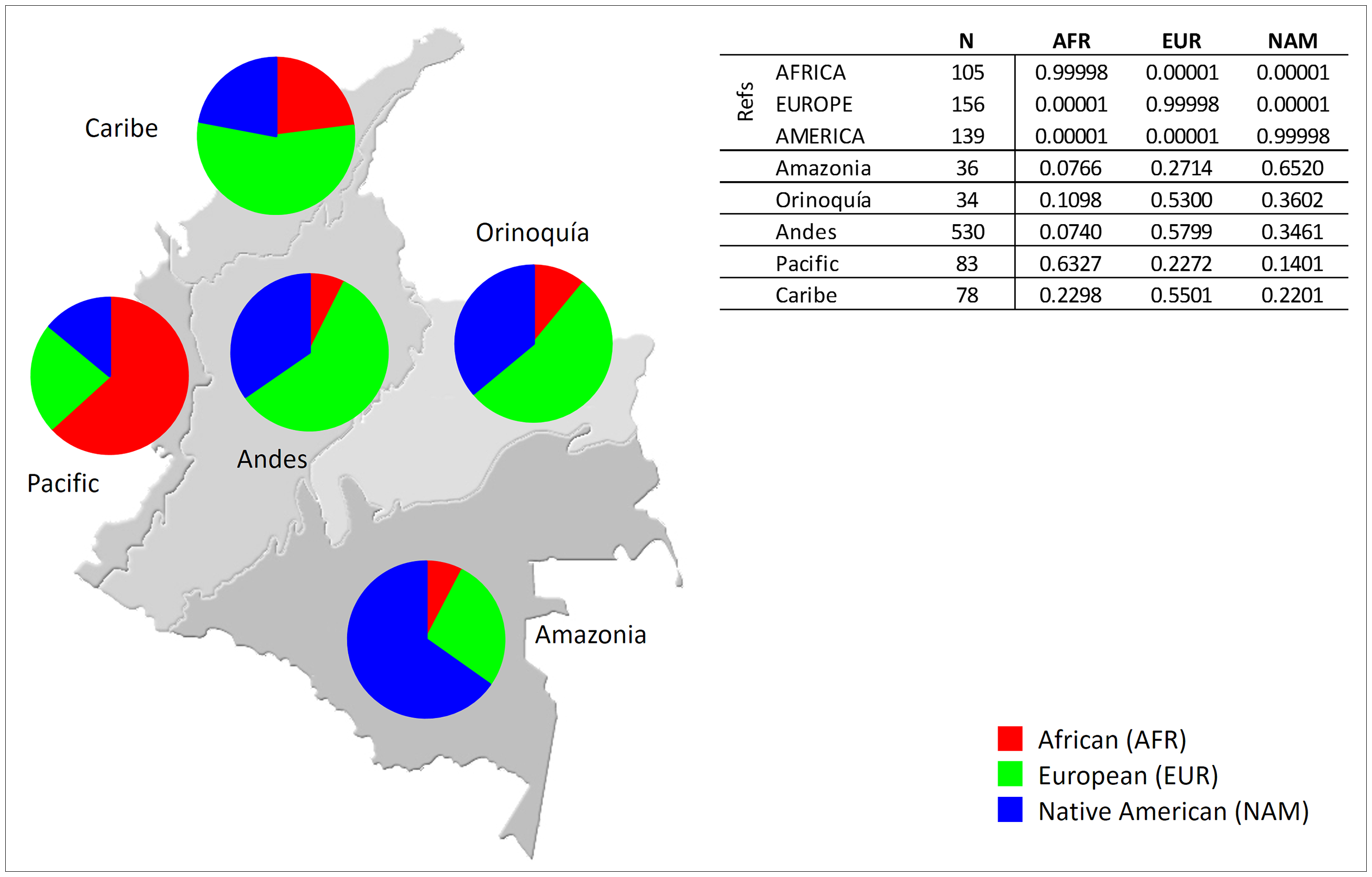
Генетичний склад населення Колумбії за регіонами, згідно з (Ossa et al, 2016).

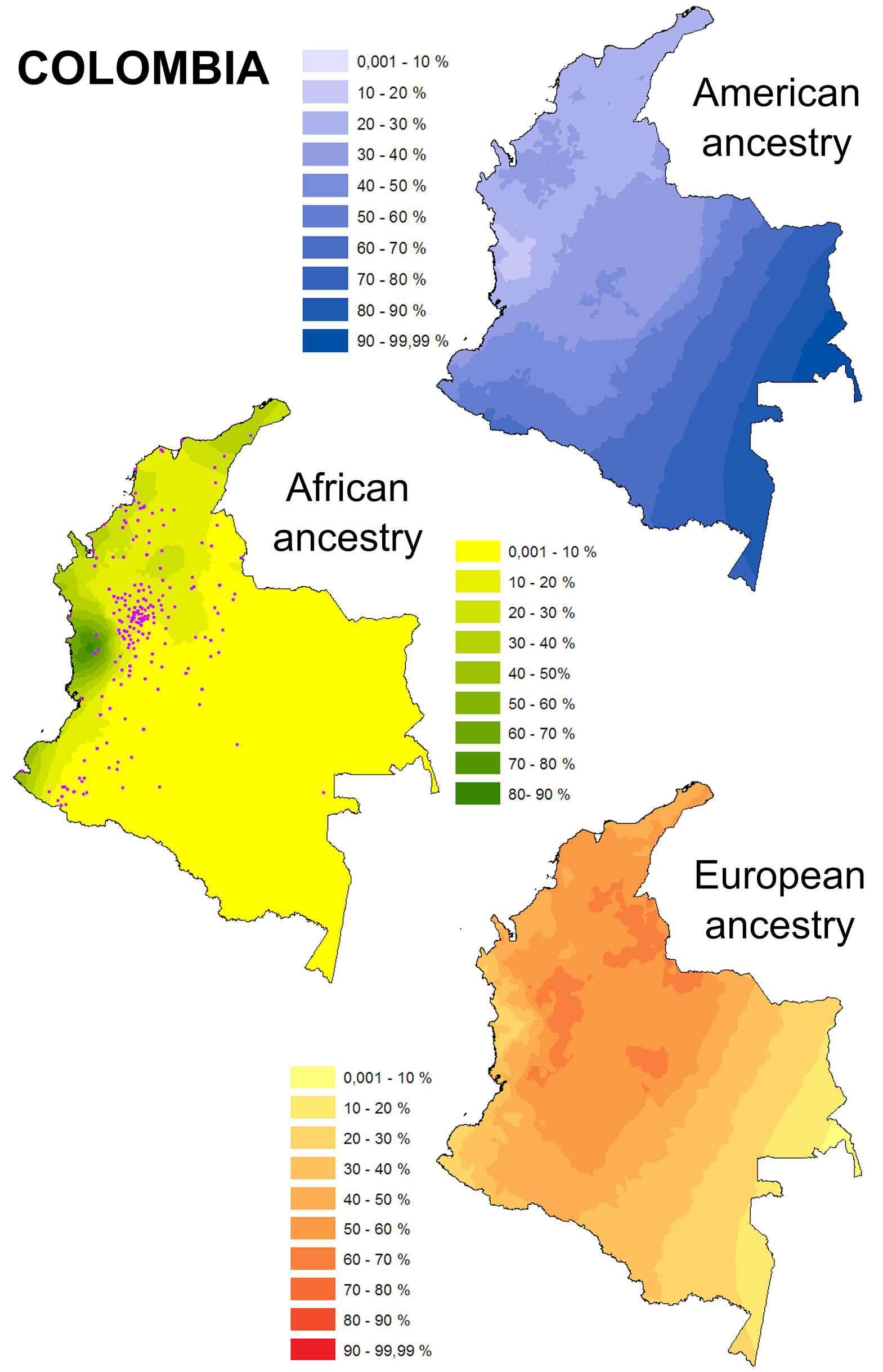
Етнічний розподіл європейських, індіанських та африканських генів у країні, згідно з (Ruiz-Linares et al, 2016).

- (Yunis, 1993), з Національного університету Колумбії проаналізувала 8 генетичних систем у 30 259 осіб і визначила, що на той час  генетичне походження за регіонами було розподілено наступним чином: [1]

| Регіон                | Департаменти | Європейський внесок | Внесок корінного населення | Африканський внесок |
| --------------------- | --- | ------------------- | -------------------------- | ------------------- |
| Амазонія              | Какета, Путумайо, Гуайна, Амазонас | 64% -67%            | 29% -32%                   | 3% -4%              |
| Андський              | Кундінамарка, Бояка, Валле-дель-Каука, Антіокія, Наріньо, Толіма, Кальдас, Сантандер, Уїла, Каука, Рісаральда, Норте-де-Сантандер, Кіндіо, Цезар, Болівар | 64% -66%            | 27% -29%                   | 7%                  |
| Карибський регіон     | Атлантіко, Болівар, Магдалина, Сукре, Цезар, Ла-Гуахіра, Кордова, Ураба                                                                                   | 53% -58%            | 17% -24%                   | 23% -25%            |
| Острівні регіони      | Сан-Андрес і Провіденсія | 41% -44%            | 0% -2%                     | 56% -57%            |
| Орінокія              | Мета, Касанаре, Араука, Вічада | 66% -68%            | 28% -31%                   | 3% -4%              |
| Тихоокеанський регіон | Чоко, Наріньо, Валле-дель-Каука, Каука | 28% -30%            | 16% -19%                   | 53% -54%            |
| Колумбія              | | 61% -63%            | 26% -29%                   | 10% -11%            |

Це ж дослідження показало, що на субрегіональному рівні генетичне походження було таким:
| Субрегіон           | Європейський внесок | Внесок корінного населення | Африканський внесок |
| ------------------- | ------------------- | -------------------------- | ------------------- |
| Амазонія / Орінокія | 60,0% -69,0%        | 27,5% -36,0%               | 3,9%                |
| Антіокія            | 65,0% -73,0%        | 14,0% -20,0%               | 14,5%               |
| Бояка               | 62,0% -71,0%        | 26,0% -35,0%               | 2,5%                |
| Карибський регіон   | 49,0% -56,0%        | 19,0% -26,0%               | 26,0%               |
| Каука               | 33,0% -40,0%        | 34,0% - 41,3%              | 26,0%               |
| Чоко                | 14,0% -16,5%        | 7,5% -10,6%                | 76,0%               |
| Кундінамарка        | 62,0% -71,0%        | 25,0% -34,0%               | 3,5%                |
| Наріно              | 43,0% -52,0%        | 40,0% -49,0%               | 7,8%                |
| Сантандерес         | 65,0% -73,0%        | 21,0% -29,0%               | 5,9%                |
| Толіма Гранде       | 59,0% -67,0%        | 26,0% -34,0%               | 6,8%                |
| Долина Каука        | 50,0% -57,0%        | 22,0% -29,0%               | 21,0%               |
| В'єхо Кальдас       | 65,0% -73,0%        | 19,0% -26,0%               | 8,8%                |

- За даними (Oliveira, 2008), з Університету Бразилії, генетичні компоненти були розподілений таким чином:

| Регіон                        | Департаменти | Європейський внесок | Африканський внесок | Американський внесок |
| ----------------------------- | --- | ------------------- | ------------------- | -------------------- |
| Узбережжя Карибського басейну | Антіокія, Атлантіко, Болівар, Цезар, Кордова, Ла-Гуахіра, Магдалина, Сукре                                                                                     | 40,5%               | 35,0%               | 24,5%                |
| Чоко                          | Чоко, Сан-Андрес та Провіденсія | 11,6%               | 73,0%               | 15,4%                |
| На південний захід від Анд    | Каука, Уїла, Наріньо, Путумайо, Кіндіо, Рісаральда, Валле-дель-Каука                                                                                           | 45,7%               | 13,7%               | 40,6%                |
| Анди, Амазонка та Оріноко     | Amazonas, Arauca, Богота, Boyacá, Какуета, Caldas, Casanare, Кундінамарка, Guainía, Guaviare, Meta, Норте - де - Сантандер, Сантандер, Толіма, Ваупес, Vichada | 54,9%               | 3,6%                | 41,5%                |
| Колумбія                      | | 45,9%               | 20,3%               | 33,8%                |

- (Salzano & Sanz, 2014) вказує наступну генетичну суміш для деяких колумбійських департаментів: [2]

| Населення           | Європейський внесок | Африканський внесок | Американський внесок |
| ------------------- | ------------------- | ------------------- | -------------------- |
| Араука              | 40%                 | 22%                 | 38%                  |
| Антіокія            | 46%                 | 20%                 | 3. 4%                |
| Бояка               | 42%                 | 20%                 | 38%                  |
| Чоко                | 2. 3%               | 54%                 | 2. 3%                |
| Ехе кафетеро        | 45%                 | 20%                 | 35%                  |
| Уїла                | 41%                 | 19%                 | 40%                  |
| Наріно              | 30%                 | 19%                 | 51%                  |
| Північний Сантандер | 42%                 | 5%                  | 53%                  |
| Толіма              | 41%                 | 21%                 | 38%                  |
| Долина Каука        | 42%                 | 2. 3%               | 35%                  |

- Дослідження (Fuerst et al, 2016) з Ольстерського інституту соціальних досліджень показало, що генетичний склад департаментів  Колумбії був таким: [3]

| Департамент              | Європейський внесок | Африканський внесок | Внесок Американських індіанців |
| ------------------------ | ------------------- | ------------------- | ------------------------------ |
| Amazonas                 | 31%                 | 11%                 | 59%                            |
| Antioquia                | 45%                 | 12%                 | 44%                            |
| Arauca                   | 46%                 | 8%                  | 47%                            |
| Atlántico                | 33%                 | 26%                 | 41%                            |
| Bogotá                   | 47%                 | 6%                  | 47%                            |
| Bolívar                  | 30%                 | 34%                 | 36%                            |
| Boyacá                   | 47%                 | 6%                  | 47%                            |
| Caldas                   | 46%                 | 7%                  | 47%                            |
| Caquetá                  | 46%                 | 8%                  | 46%                            |
| Casanare                 | 47%                 | 6%                  | 47%                            |
| Cauca                    | 26%                 | 30%                 | 44%                            |
| Cesar                    | 43%                 | 13%                 | 45%                            |
| Chocó                    | 17%                 | 59%                 | 24%                            |
| Córdoba                  | 30%                 | 27%                 | 43%                            |
| Cundinamarca             | 47%                 | 7%                  | 46%                            |
| Guainía                  | 23%                 | 12%                 | 65%                            |
| Guaviare                 | 45%                 | 9%                  | 47%                            |
| Huila                    | 47%                 | 6%                  | 47%                            |
| La Guajira               | 26%                 | 19%                 | 55%                            |
| Magdalena                | 33%                 | 26%                 | 41%                            |
| Meta                     | 47%                 | 7%                  | 47%                            |
| Nariño                   | 38%                 | 18%                 | 44%                            |
| Norte de Santander       | 48%                 | 6%                  | 46%                            |
| Putumayo                 | 38%                 | 11%                 | 51%                            |
| Quindío                  | 47%                 | 7%                  | 46%                            |
| Risaralda                | 46%                 | 9%                  | 47%                            |
| San Andrés y Providencia | 25%                 | 48%                 | 27%                            |
| Santander                | 47%                 | 7%                  | 46%                            |
| Sucre                    | 30%                 | 28%                 | 42%                            |
| Tolima                   | 46%                 | 6%                  | 48%                            |
| Valle del Cauca          | 30%                 | 34%                 | 36%                            |
| Vaupés                   | 22%                 | 13%                 | 65%                            |
| Vichada                  | 30%                 | 11%                 | 59%                            |
| Colombia                 | 44                  | 17                  | 39                             |

- Відповідно до (Ossa et al, 2016), проведеного в п’яти природних регіонах Колумбії, генетичний склад був такий: [4]

| Регіон                | Департаменти | Зразки | Африканський внесок | Європейський внесок | Американський внесок |
| --------------------- | --- | ------ | ------------------- | ------------------- | -------------------- |
| Амазонія              | Амазонас, Гуайна, Какета, Путумайо | 36     | 7,66%               | 27,14%              | 65,20%               |
| Анди                  | Антіокія, Бояка, Кальдас, Кундінамарка, Уїла, Наріньо, Норте де Сантандер, Путумайо, Кіндіо, Рісаральда, Сантандер, Толіма, Валле-дель-Каука | 530    | 7,40%               | 57,99%              | 34,61%               |
| Карибський регіон     | Атлантіко, Болівар, Цезар, Кордова, Ла-Гуахіра, Магдалина, Сукре                                                                             | 78     | 22,98%              | 55,01%              | 22,01%               |
| Орінокія              | Араука, Касанаре, Мета | 3. 4   | 10,98%              | 53,00%              | 36,02%               |
| Тихоокеанський регіон | Чоко | 83     | 63,27%              | 22,72%              | 14,01%               |

У цьому ж дослідженні Андський регіон був розділений на шість субрегіонів, генетичний склад яких був таким:
| Субрегіон           | Департаменти                          | Кількість зразків | Африканський внесок | Європейський внесок | Внесок корінних Американців |
| ------------------- | ------------------------------------- | ----------------- | ------------------- | ------------------- | --------------------------- |
| Центрально-східний  | Бояка, Кундінамарка                   | 143               | 5,10%               | 58,86%              | 36,04%                      |
| Центрально-західний | Антіокія, Кальдас, Кіндіо, Рісаральда | 59                | 7,87%               | 66,91%              | 25,22%                      |
| Північно-східний    | На північ від Сантандера, Сантандер   | 150               | 6,93%               | 58,10%              | 34,97%                      |
| Західний            | Долина Каука                          | 44                | 14,04%              | 55,43%              | 30,54%                      |
| Південно-східний    | Уїла, Толіма                          | 118               | 8,12%               | 54,54%              | 37,34%                      |
| Південно-західний   | Наріньо, Путумайо                     | 16                | 7,07%               | 48,65%              | 44,28%                      |

#### Міста
Генетичне дослідження, проведене в 1996 р. У 35 лікарнях 13 міст Південної Америки, два з них у Колумбії, дійшло до наступного висновку: 
| Населення   | Африканський внесок | Внесок корінного населення | Європейський внесок |
| ----------- | ------------------- | -------------------------- | ------------------- |
| Барранкілья | 84,34%              | 15,65%                     | 0,01%               |
| Богота      | 11,46%              | 46,58%                     | 41,96%              |

Дослідження, проведене в тринадцяти популяціях метисів у Латинській Америці, чотири з яких колумбійських, показує наступні результати: 
| Населення         | Європейський внесок | Внесок корінного населення | Африканський внесок |
| ----------------- | ------------------- | -------------------------- | ------------------- |
| Кундінамарка      | 46,4%               | 51,1%                      | 2,5%                |
| Медельїн          | 65,6%               | 25,3%                      | 9,1%                |
| Пасовище          | 39,2%               | 57,2%                      | 3,6%                |
| Пеке ( Антіокія ) | 36,5%               | 58,2%                      | 5,3%                |

Дослідження 2017 року на тих самих популяціях виявило наступну генетичну суміш: 
| Населення         | Європейський внесок | Внесок корінного населення | Африканський внесок |
| ----------------- | ------------------- | -------------------------- | ------------------- |
| Кундінамарка      | 52%                 | 47%                        | 1%                  |
| Медельїн          | 71%                 | 22%                        | 6%                  |
| Пасовище          | 43%                 | 55%                        | 2%                  |
| Пеке ( Антіокія ) | 38%                 | 59%                        | 3%                  |

Згідно з кількома дослідженнями, проведеними в деяких колумбійських містах та регіонах, генетичний склад був такий:  
| Населення                | Європейський внесок | Африканський внесок | Американський внесок |
| ------------------------ | ------------------- | ------------------- | -------------------- |
| Вірменія                 | 57%                 | 5%                  | 38%                  |
| Богота                   | 45%                 | 3%                  | 52%                  |
| Букараманга              | 56%                 | 1%                  | 43%                  |
| Картахена                | 2. 3%               | 44%                 | 33%                  |
| Маніпуляції              | 59%                 | 4%                  | 37%                  |
| Медельїн                 | 63%                 | 11%                 | 26%                  |
| Нейва                    | 39%                 | 0%                  | 61%                  |
| На північ від Сантандера | 42%                 | 5%                  | 53%                  |
| Пасовище                 | 32%                 | 3%                  | 65%                  |
| Пеке ( Антіокія )        | 32%                 | 6%                  | 62%                  |
| Попаян                   | 20%                 | 2. 3%               | 57%                  |
| Санта-Марта              | 50%                 | 28%                 | 22%                  |
| Долина Каука             | 39%                 | 22%                 | 39%                  |
| Йопал                    | 24%                 | 1%                  | 75%                  |

### Етнічні групи
Згідно з дослідженням, опублікованим у 2014 році та проведеним за зразками з п’яти країн Латинської Америки ( Бразилія, Чилі, Колумбія, Мексика та Перу ), генетичний склад колумбійців за етнічною самоідентифікацією був такий: 
| Етнічна група     | Пропорція зразка | Африканський внесок | Внесок корінного населення | Європейський внесок |
| ----------------- | ---------------- | ------------------- | -------------------------- | ------------------- |
| Чорні             | 1,7%             | 69%                 | 12%                        | 19%                 |
| Білі              | 19,3%            | 9%                  | 26%                        | 65%                 |
| Корінне населення | 2%               | 12%                 | 42%                        | 46%                 |
| Метиси            | 77%              | 11%                 | 29%                        | 60%                 |

Дослідження, проведене на метисах, корінних та афро-колумбійських популяціях, дало такі результати: 
| Населення                                   | Внесок корінного населення | Європейський внесок | Африканський внесок |
| ------------------------------------------- | -------------------------- | ------------------- | ------------------- |
| Афро-колумбійці (Чоко)                      | 13%                        | 10%                 | 76%                 |
| Афро-колумбійці ( Мулало, Валле-дель-Каука) | 18%                        | 25%                 | 54%                 |
| Ава (Наріньо)                               | 80%                        | 17%                 | 2%                  |
| Кояйма (Толіма)                             | 86%                        | 9%                  | 2%                  |
| Метиси (Антіокія)                           | 39%                        | 52%                 | 6%                  |
| Пасто(Наріньо)                              | 83%                        | 16%                 | 2%                  |

#### Афро-колумбійці
Аналіз, проведений на популяціях нащадків африканців у  Гвіані, Бразилії та Колумбії, показав, що афро-колумбійці є у середньому на 75,6% африканського походження, на 12,6% корінного походження, на 10,8% європейського та на 1,1% азійського.
Подібне дослідження, проведене на п’ятнадцяти афроамериканських популяціях, показало, що генетичний склад населення  Картахени (одному з основних портів работоргівлі у колоніальний період) складається з 39% європейської, 33% африканської та 28% корінної домішок . 
Зі свого боку, дослідження 2014 року порівняло генетичну суміш метисів та афро-колумбійців у Валле-дель-Каука, показавши наступні результати: 
| Етнічна група                              | Європейський внесок | Африканський внесок | Американський внесок |
| ------------------------------------------ | ------------------- | ------------------- | -------------------- |
| Афро-колумбійці (Мулало, Валле-дель-Каука) | 28%                 | 46%                 | 26%                  |
| Метиси (Валле-дель-Каука)                  | 42%                 | 2. 3%               | 35%                  |

Дослідження, проведене в Антіокії щодо популяцій афро-колумбійців та метисів, виявило наступні результати: 
| Етнічна група              | Європейський внесок | Африканський внесок | Американський внесок |
| -------------------------- | ------------------- | ------------------- | -------------------- |
| Афро-колумбійці (Антіокія) | 0,0%                | 88,5% -88,8%        | 11,2% -11,5%         |
| Метиси (Антіокія)          | 60,0% -63,8%        | 17,0% -19,3%        | 19,2% -20,7%         |

Аналогічним чином, дослідження, яке порівнювало метисів Медельїну з афро-колумбійцями Чоко, виявило наступну генетичну суміш: 
| Етнічна група          | Європейський внесок | Африканський внесок | Американський внесок |
| ---------------------- | ------------------- | ------------------- | -------------------- |
| Афро-колумбійці (Чоко) | 13%                 | 76%                 | 11%                  |
| Метиси (Медельїн)      | 75%                 | 7%                  | 18%                  |

Інше подібне дослідження, проведене щодо афро-колумбійських та метисових популяцій міста Кібдо (Чоко), показало, що походження розподілялося наступним чином: 
| Етнічна група            | Європейський внесок | Африканський внесок | Американський внесок |
| ------------------------ | ------------------- | ------------------- | -------------------- |
| Афро-колумбійці (Квібдо) | 21%                 | 68%                 | 11%                  |
| Метиси (Кібдо)           | 47%                 | 8%                  | 45%                  |

#### Тубільці
Дослідження, проведене серед племен із загальною кількістю 2397 зразків крові, виявило генетичний склад корінних індіанців та метисів на основі 8 субпопуляцій, результати наведені нижче: 
| Етнічна група | Європейський внесок | Американський внесок | Африканський внесок | Арабський внесок | Азійський внесок |
| ------------- | ------------------- | -------------------- | ------------------- | ---------------- | ---------------- |
| Тубільці      | 0,4%                | 98,7%                | 0,9%                | 0,0%             | 0,0%             |
| Метиси        | 56,7%               | 26,2%                | 8,0%                | 8,5%             | 0,6%             |

Ще одне дослідження, проведене у 2015 році, встановило, що генетичний склад корінного населення Антіокії ( Ембера Чамі ) та Кауки ( Чибча та Гуамбіанос ) був таким: 
| Етнічна група      | Американський внесок | Європейський внесок | Африканський внесок |
| ------------------ | -------------------- | ------------------- | ------------------- |
| Корінні (Антіокія) | 94,96%               | 3,32%               | 1,71%               |
| Корінні (Каука)    | 77,72%               | 17,48%              | 4,81%               |